# Viborg (municipio)
El municipio de Viborg es un municipio (kommune) danés. Creado e1 1 de enero de 2007. Se encuentra en el interior de la península de Jutlandia y administrativamente pertenece a Jutlandia Central. Su capital y mayor ciudad es Viborg, que también sirve de capital regional.
Colinda al oeste con Herning y Holstebro; al norte con Struer, Skive, el Limfjord, Vesthimmerland y Mariagerfjord; al este con Randers y Favrskov, y al sur con Ikast-Brande y Silkeborg.
El actual municipio de Viborg se formó por la fusión de seis antiguos municipios: Bjerringbro, Fjends, Karup, Møldrup, Tjele y Viborg, así como una pequeña parte del municipio de Aalestrup.

## Localidades
En 2012, el municipio de Viborg tiene 41 localidades mayores a 200 habitantes, las cuales se consideran "zonas urbanas". Un total de 19.441 personas viven en zonas rurales (localidades con menos de 200 habitantes).
| Localidades más pobladas de Viborg |             |                  |
| Nº                                 | Localidad   | Población (2012) |
| 1                                  | Viborg      | 37.635           |
| 2                                  | Bjerringbro | 7.487            |
| 3                                  | Stoholm     | 2.543            |
| 4                                  | Karup       | 2.243            |
| 5                                  | Skals       | 1.848            |
| 6                                  | Løgstrup    | 1.836            |
| 7                                  | Frederiks   | 1.820            |
| 8                                  | Rødkærsbro  | 1.662            |
| 9                                  | Ørum        | 1.339            |
| 10                                 | Møldrup     | 1.294            |